# Hendrik Jacob Carel Johan van Heeckeren van Enghuizen

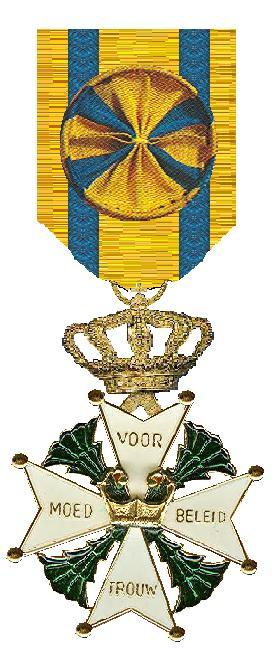
MWO

Hendrik Jacob Carel Johan baron van Heeckeren (Zutphen, 6 december 1785 - Arnhem, 19 mei 1862), heer van Enghuizen en Beurse, Beverweerd en Odijk, was militair en liberaal politicus. 

## Familie

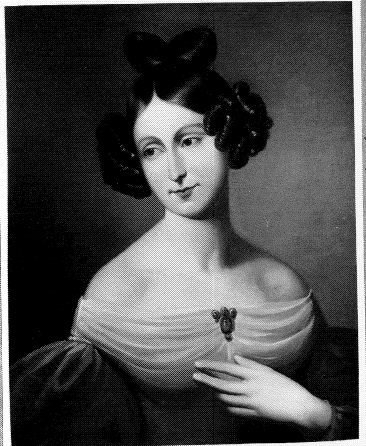
Elisa Williams Hope (1794-1860)

Van Heeckeren was een zoon van Evert Frederik baron van Heeckeren (1755-1831), heer van Driebergen, Enghuizen en Beurse, lid van de Generaliteitskamer, en Henriette des H.R. Rijksgravin van Nassau La Lecq , vrouwe van Beverweerd en Odijk; hij was de broer van de Minister van Staat Jacob van Heeckeren tot Enghuizen. Hij trouwde op 27 mei 1816 met Elisa(beth) [Williams] Hope (1794-1860), dochter van John Williams, een bekend Amsterdams bankier, die zich na zijn huwelijk met Ann Goddard (dochter van de Amsterdamse bankiersdochter Henriette Maria Hope) Hope ging noemen. Ze kregen drie zoons en een dochter:
- Evert Frederik baron van Heeckeren (1817-1827)
- Reinhold Hendrik baron van Heeckeren (1820-1838)
- Juliana Louisa Wilhelmina barones van Heeckeren (1829-1849)
- Lodewijk Evert baron van Heeckeren (1830-1883), heer van Enghuizen, kamerheer i.b.d. van koning Willem III (1853-). Hij trouwde in 1855 met Francina Christina Henriëtta Maria barones van Heeckeren (1825-1861), kleindochter van Lodewijk van Heeckeren van de Cloese.

## Militair
Van Heeckeren begon als officier in het Bataafse leger. Hij vocht zowel aan de kant van Pruisen als aan de kant van Napoleon in Duitsland en Rusland. 
- ordonnans-officier, luitenant bij het regiment garde-cavalerie 20 december 1806
- eerste luitenant bij het tweede regiment huzaren 29 mei 1807
- eerste luitenant bij het regiment garde-cavalerie (1809)

## Politicus
Van Heeckeren was vanaf 1816 tot aan zijn overlijden lid van de Ridderschap van Gelderland.
Hij werd in 1848 door de koning tot lid van de Eerste Kamer benoemd om steun te geven aan de Grondwetsherziening. Hij bleef in de Eerste Kamer tot 1850. 

## Sonsbeek
In 1821 dineerde Van Heeckeren op Sonsbeek bij Theodorus baron de Smeth.  

De Smeth was kamerheer van koning Willem I en kocht in 1806 dit landgoed met het lusthuis Nederburgh. Twee jaar later kocht De Smeth het ernaast liggende landgoed met zomerhuis op de Hartenberg, voegde het samen en noemde het geheel ook Sonsbeek. Hij liet een moestuin aanleggen tegen de Roelofsberg, en het huis op Rustenburgh werd tuinmanswoning. Er kwamen tropische bomen en ook de waterval stamt uit die tijd. Rond 1810 kwam er ook een ijskelder.

Van Heeckeren genoot van het uitzicht en informeerde of het landgoed te koop was. Hij kocht het landgoed en woonde er twintig jaar. Hij legde de Engelse tuin aan zoals die anno 2024 nog is.

## Titel
- 27 januari 1813: baron de l'Empire
- 28 augustus 1814: jonkheer
- 26 februari 1819: baron

## Onderscheiden
- Ridder in de Orde van de Unie, 12 mei 1810
- Ridder in de Orde van de Reünie
- Ridder Militaire Willems-orde, vierde klasse bij Koninklijk Besluit van 24 november 1816 La L2
- Ridder in de Orde van de Nederlandse Leeuw